# Eureka TV
Eureka TV war der Name eines deutschen privaten Fernsehsenders, der von 1. Mai 1987 bis 31. Dezember 1988 auf Sendung war. Er ist der Vorläufer von ProSieben.

## Geschichte
Im Jahre 1986 wurde die Eureka Television GmbH gegründet. Ein Versuchsprogramm wurde am 15. November 1986 gestartet. Am 1. Mai 1987 ging das reguläre Programm von Eureka TV mit einer Mischung aus Informationsprogramm und Teleshopping auf Sendung. Das Profil des Senders erinnerte stark an einen Nachrichtensender, ähnlich dem späteren n-tv. In der Anfangsphase wurden zum Teil englische Sendungen vom amerikanischen Infosender Worldnet gezeigt; ab Mai 1987 wurde ein Spartenprogramm mit den Schwerpunkten Information und Teleshopping einschließlich Frühstücksfernsehen ausgestrahlt. Eureka unter dem Chefredakteur Hermanni (ab August 1987) entwickelte eine neue Programmstruktur und lieferte mit 30 Korrespondententeams in Deutschland und Programmlieferanten wie ABC, CBS, CNN, ESPN und NOWOSTI ein für damalige deutsche Verhältnisse einzigartiges Informations- und Nachrichtenprogramm.
Bekannt wurde der Sender bei einem Teil seiner Zuschauer u. a. durch verschiedene christliche Sendungen mehrmals wöchentlich von Media Vision, einem christlichen Verein, der zu dieser Zeit 25 Prozent der Stimmenanteile am Sender hielt. Diese Form der bezahlten Programmübernahme war in Deutschland neu und nur von Programmen aus dem Ausland wie etwa Super Channel (später NBC Europe) bekannt. Wegen Zuschauermangels und knapper Werbeeinnahmen wurde im Juli 1988 der Geschäftsführer Heiner Wehking entlassen und der Chefredakteur Hermanni in Personalunion zum Geschäftsführer ernannt. Hermanni erhielt von der Alleingesellschafterin Medimedia Programm GmbH Gerhard Ackermans den Auftrag, Eureka zu sanieren und weitere Mitgesellschafter zu suchen. Einen fand er in Thomas Kirch, dem Sohn von Leo Kirch. Kirch erwarb 49 Prozent des Senders Eureka TV. Geschäftsführer wurde der spätere Geschäftsführer des Bezahlfernsehen-Anbieters Premiere, Georg Kofler.
Im November 1988 wurde aus der Eureka Television GmbH die ProSieben Television GmbH, die am 1. Januar 1989 erstmals unter dem Namen Pro 7 mit neun Stunden Programm auf Sendung ging. Von Eureka wurde u. a. der Chefredakteur Hermanni sowie der Nachrichtensprecher Norbert Anwander übernommen. Letzterer präsentierte weiterhin die Nachrichten, die allerdings nicht mehr so oft gesendet wurden wie bei Eureka TV. Mit der veränderten Gesellschafterstruktur wurde Pro 7 zum Vollprogramm mit einem starken Spielfilmanteil ausgebaut.

## Programm

### Eigene Sendungen
- Auto-Focus – Automagazin
- Deutschland diese Woche – Nachrichtenrückblick
- Dialog – Fernsehdiskussionen
- Essence – Kulturmagazin
- Land und Leute
- Radio TV – Frühstücksfernsehen
- Telekaufhaus – Teleshopping
- Telereisen – Teleshopping
- Weltwoche – Wochenrückblick

### Internationale Sendungen
- America Today – US-Nachrichtenmagazin
- Henderson – US-Soap-Opera
- Texas – US-Soap Opera
- Wall Street Journal Report – US-Wirtschaftsmagazin
- Worldnet Week – US-Nachrichtenmagazin